# William Nicholson (1er baron Nicholson)
Pour les articles homonymes, voir William Nicholson et Nicholson.
William Gustavus Nicholson (2 mars 1845 – 13 septembre 1918), 1er baron Nicholson, est un officier de l'armée britannique qui, en un demi-siècle de service, s'élève par le rang en Inde et durant la guerre des Boers jusqu'au grade de Field Marshal. Après être parti à la retraite, il est rappelé pour un dernier service actif pendant la 1re Guerre Mondiale.

## Enfance
William Nicholson naît dans la propriété familiale de Roundhay Park, à Leeds, le cadet des fils de William Nicholson Phillips de Leeds, qui a en 1827 pris le nom de famille et les armes de Nicholson. En 1863 il sort diplômé du collège de Leeds et entre à l'académie militaire royale de Woolwich, où il reçoit la Pollock Medal l'année suivante.

## Carrière militaire
Le 21 mars 1865 il obtient sa commission de lieutenant dans les Royal Engineers, après formation à Chatham, Kent. De 1868 à 1871 il se consacre aux travaux de fortifications côtières à La Barbade, aux Indes occidentales. Ensuite il est nommé en Inde, au ministère des travaux publics de Hayderabad, puis le Service d'Irrigation du Penjab, et ensuite à Rawalpindi et Peshawar à la construction de casernes et des ouvrages hydrauliques pour l'Armée. En 1871 il épouse Victoria Dillon.
Le 16 mars 1878, Nicholson est promu au rang de capitaine, et affecté en Afghanistan, participant à la deuxième guerre anglo-afghane. Durant la première campagne, il sert comme Field Engineer de la Kandahar Field Force du 10 octobre 1878 au 5 mars 1879, et comme commandant des Royal Engineers de la Thal-Chotiali Force du 6 mars au 30 avril 1879. Pendant la seconde campagne de la guerre, il sert comme Field Engineer, 1re division, de la Kabul Field Force du 23 septembre 1879 au 7 août 1880, étant présent au combat près de Surkai Kotal le 14 octobre 1879, à la défense de Shurtargardan en octobre 1879, et la défense de Lataband en décembre 1879. Il sert ensuite comme Field Engineer de la Kabul-Kandahar Field Force, prenant part à l'expédition pour libérer Kandahar, et étant présent à la bataille de Kandahar. Pendant les campagnes d'Afghanistan, il est mentionné quatre fois dans les communiqués, se voit décerner une médaille de campagne avec trois citations, et est promu au rang de major.
En 1880 il est nommé Secrétaire du Comité de Défense de Simla et promu au grade de major l'année suivante. Son activité comme secrétaire est interrompue par un service en Égypte en 1882 où il est affecté avec le contingent indien dans la campagne d'Égypte. Son unité fait avec succès une manœuvre de contournement par le flanc à la bataille de Tel el-Kebir et ouvre la voie vers Le Caire en coupant la ligne de chemin de fer ennemie près de Zagazig, où Nicholson, alors avec la cavalerie, capture quatre trains avec locomotives sous pression, qui sont ensuite utilisées pour transporter l'infanterie britannique. Ses efforts lui valent une nouvelle médaille de campagne avec citation, l'ordre d'Osmanieh et l'Étoile du Khédive.
En 1885-1886 il sert comme adjoint au général de brigade des Royal Engineers du Bengale. Il sert dans la troisième guerre birmane, qui écrase les activités de guérilla qui ont suivi le renversement du roi Thibaw Min, ce qui fait gagner à Nicholson de plus amples honneurs et le grade de lieutenant colonel.
Le 1er juillet 1890, Nicholson est nommé Military Secretary de Lord Robert, commandant en chef en Inde. L'année suivante il est anobli, admis comme Compagnon de l'Ordre du Bain et promu colonel.
Nicholson sert sur la frontière nord-ouest des Indes, à Tirah (en) de 1897 à 1898. Il est cité dans les dépêches, se voit accorder une médaille de campagne avec deux citations, et est élevé au rang de chevalier commandeur de l'ordre du Bain. Il est général de brigade en Inde de 1898 à 1899.
Il est à nouveau choisi comme Military Secretary de Lord Roberts, alors commandant en chef en Afrique du Sud pendant la guerre des Boers. Alors qu'il sert en qualité de major général local, Nicholson est mentionné dans le communiqué de Lord Roberts du 31 mars 1900. Dans cette dépêche Lord Robert écrit : « Le Colonel Sir William Nicholson (local Major-General), R.E. entreprit à ma demande l'organisation du service des transports dans le temps limité disponible, il s'acquitta de sa tâche avec une remarquable compétence. »
Il est présent à Paardeberg et pendant les combats de Poplar Grove, Driefontein, Vet et Zand Rivers, et les opérations près de Johannesbourg, Pretoria et Diamond Hill, et dans les opérations dans le Transvaal, à l'est de Pretoria, pendant la deuxième moitié de 1900. Pendant une partie de ce temps il s'occupe de renseignement, outre ses obligations habituelles. Le 4 novembre 1901 il est promu général de corps d'armée et directeur général de la Mobilisation et du Renseignement Militaire.
De 1904 à 1905 Nicholson est attaché militaire en chef auprès de l'armée japonaise en Mandchourie, plus tard il est nommé intendant général de l'Armée et membre du Conseil de l'Armée. Il est promu général d'armée le 23 octobre 1907. En 1908 il est nommé Chief of General Staff et premier Chief of the Imperial General Staff, et se voit décerner la Grande Croix de l'ordre du Bain.
En 1911 il est promu field marshal, avant de prendre sa retraite en 1912. Il est élevé à la dignité de Pair avec le titre de baron Nicholson de Roundhay, Yorkshire.
Quand la première guerre mondiale éclate, il reprend du service à l'âge de 69 ans. À partir de l'automne 1914 il sert au Comité impérial de Défense, enquêtant sur la conduite des opérations à Gallipoli et en Mésopotamie. Ses autres fonctions comprennent la présidence du Territorial Forces Association pour Londres. En 1916 il est nommé colonel commandant des Royal Engineers.

## Fin de vie
Moins de trois mois avant le jour de l'Armistice, William Nicholson meurt à son domicile du 15 Pont Street, à Londres. Il avait 73 ans et ne laissait pas d'héritier. Il est enterré au cimetière de Brompton à Londres.

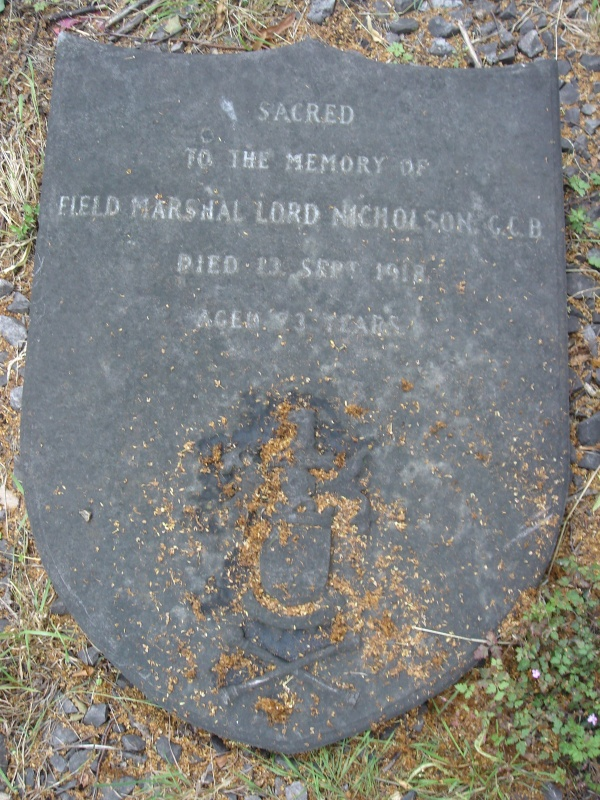
Monument funéraire au cimetière de Brompton, Londres

## Sources
- (en) Cet article est partiellement ou en totalité issu de l’article de Wikipédia en anglais intitulé « William Nicholson, 1st Baron Nicholson » (voir la liste des auteurs).